# Mesilla anyphaenoides
Mesilla anyphaenoides är en spindelart som beskrevs av Lodovico di Caporiacco 1954. Mesilla anyphaenoides ingår i släktet Mesilla och familjen spökspindlar.
Artens utbredningsområde är Franska Guyana. Inga underarter finns listade i Catalogue of Life.